# Johannes Floors
Johannes Floors (* 8. Februar 1995 in Bissendorf, Niedersachsen) ist ein deutscher Leichtathlet im Behindertensport (Klasse T/F43, seit 1. Januar 2018 Klasse T62). Er ist auf die Sprintstrecken spezialisiert.

## Sportliche Karriere
Johannes Floors wurde mit einem Fibula-Gendefekt geboren; seine Füße waren deformiert und seine Wadenbeine zu kurz. Er litt unter permanenten Schmerzen. Im Alter von 16 Jahren beschloss er, sich die Unterschenkel amputieren zu lassen; diese Entscheidung nannte er „die beste seines Lebens“. Er erlernte den Beruf des Orthopädietechnik-Mechanikers und begann anschließend ein Studium in Maschinenbau. Vor der Amputation war er als Schwimmer aktiv, mit Prothesen wechselte er zum Laufsport.
2014 errang Floors bei den IWAS World Junior Games in Stoke Mandeville mit persönlicher Bestleistung Silber im 100-Meter-Lauf und kam beim 200- wie 400-Meter-Lauf jeweils auf den 4. Platz. 2015 holte er bei den IWAS World Junior Games in Stadskanaal gleich dreimal Gold: über 100, 200 und 400 Meter.
2016 startete Floors bei den Leichtathletik-Weltmeisterschaften der Behinderten in Grosseto und siegte jeweils mit Europarekord über 200 Meter sowie mit der 4-mal-100-Meter-Staffel. Mit persönlicher Bestleistung holte er Gold auf der Stadionrunde. Den 100-Meter-Sprint beendete er auf dem Bronzerang. Bei den Paralympischen Sommerspielen 2016 in Rio de Janeiro gewann Floors mit der 4-mal-100-Meter-Staffel die Goldmedaille. Dafür erhielt Floors am 1. November 2016 das Silberne Lorbeerblatt.
Im Juli 2017 gewann er mit der 4-mal-100-Meter-Staffel bei den Leichtathletik-Weltmeisterschaften der Behinderten in London die Goldmedaille, nachdem die US-amerikanische Mannschaft disqualifiziert worden war. Über 200 und 400 Meter errang er ebenfalls Gold und Silber über 100 m.
2018 siegte Floors bei den IPC-Leichtathletik-Europameisterschaften in Berlin wiederum über 200 und 400 Meter und holte erneut Silber über 100 Meter. In der 4-mal-100-Meter-Staffel mit Markus Rehm, Phil Grolla und Felix Streng gewann er mit Meisterschaftsrekord in 41,42 s Gold. Bei den Leichtathletik-Weltmeisterschaften der Behinderten 2019 in Dubai errang er zwei Mal Gold, über 100 sowie über 400 Meter. Dabei stellte er über beide Strecken neue Weltrekorde auf. Am 14. Dezember 2019 war er Gast im aktuellen Sportstudio des ZDF.
Bei den Paralympics 2020 in Tokio gewann er Gold über 400 Meter und Bronze über 100 Meter.
Bei den Leichtathletik-Weltmeisterschaften der Behinderten 2024 in Kōbe gewann er Gold über 400 Meter. Am 5. Juli 2025 stellte er bei einem Meeting in Leverkusen mit 20,29 Sekunden über 200 Meter einen neuen Weltrekord auf, womit er seinen eigenen über drei Jahre alten Weltrekord um 0,4 Sekunden verbesserte. Am 9. August 2025 verbesserte er im belgischen Oordegem ebenfalls seinen eigenen Weltrekord über 400 Meter um 0,52 Sekunden auf 45,26 Sekunden.

## Ehrungen
- 2016: Gemeinsam mit Felix Streng, David Behre und Markus Rehm Parasportler-Mannschaft des Jahres.[14]
- 2017: Gemeinsam mit Tom Malutedi, Markus Rehm und Léon Schäfer Parasportler-Mannschaft des Jahres.[15]
- 2019: Zum Parasportler des Jahres gewählt.[16]
- 2023: Fair Play Preis des Deutschen Sports[17]

## Persönliche Bestleistungen
| Disziplin     | Ort            | Zeit    | Datum              | Anmerkung                                              |
| ------------- | -------------- | ------- | ------------------ | ------------------------------------------------------ |
| 100 Meter     | Dubai          | 10,54 s | 10. November 2019  | Weltrekord T62                                         |
| 200 Meter     | Leverkusen     | 20,29 s | 5. Juli 2025       | Weltrekord T62                                         |
| 400 Meter     | Oordegem       | 45,26 s | 9. August 2025     | Weltrekord T62                                         |
| 4 × 100 Meter | Leverkusen     | 42,79 s | 5. Juni 2015       | Europarekord T42–T47 (Rehm, Behre, Streng, Floors)     |
| 4 × 100 Meter | Doha           | 41,86 s | 31. Oktober 2015   | Europarekord T42–T47 (Rehm, Behre, Streng, Floors)     |
| 4 × 100 Meter | Rio de Janeiro | 40,82 s | 12. September 2016 | Europarekord T42–T47 (Rehm, Behre, Streng, Floors)     |
| 4 × 100 Meter | Leverkusen     | 40,52 s | 1. Juli 2022       | Weltrekord T42-47/61-64 (Rehm, Grolla, Streng, Floors) |